# Janelle Commissiong
Janelle Penny Commissiong (Port of Spain, 15 giugno 1953) è una modella trinidadiana, eletta Miss Universo 1977.

## Biografia
Nata a Port of Spain, capitale di Trinidad e Tobago, all'età di 13 anni Janelle Commissiong si trasferì con i suoi genitori a New York. Qui, si è diplomò al liceo ed ebbe modo di frequentare il Fashion Institute of Technology. Nel 1976 tornò a Trinidad, e successivamente partecipò al concorso di Miss Universo, che si teneva a Santo Domingo.
Il 16 luglio 1977, Janelle Commissiong viene incoronata Miss Universo 1977, ricevendo la corona dalla Miss Universo uscente, Rina Messinger. Janelle Commissiong è la prima rappresentante di Trinidad e Tobago a ricevere il titolo, ma è soprattutto la prima donna di colore a diventare Miss Universo. Dopo la sua vittoria il primo ministro Eric Williams varò un aeroplano in suo nome e furono prodotti tre francobolli raffiguranti la Commissiong.
Insieme al marito Brian Bowen ha fondato il Bowen Marine, una compagnia che produce imbarcazioni. In seguito alla morte per incidente di Bowen, la Commissiong ha sposato Alwin Chow-Chow, con il quale ha avuto una figlia.